# 新潟シティマラソン
新潟シティマラソン（にいがたシティマラソン）は、新潟県新潟市で開催される1983年創立の市民参加型の長距離走大会である。

## 概要
1983年創立。2009年までは新潟マラソンとして開催されていた。
2010年より市街地内を取り入れたコースとして開催されている。2017年現在の開催種目は、フルマラソン（9000人・制限時間7時間）、10.6kmファンラン（3000人・制限時間1時間50分）である。
2019年（第37回大会）は台風19号の影響により中止。
2020年、2021年は新型コロナウイルス感染拡大の為延期。
2021年は新潟シティマラソンランニングフェスティバルの名称で2km走と10km走のイベントが行われた(日本陸上競技連盟非公認)。
2022年は10月9日(日)に2020年から延期となっていた第38回大会を開催。
2023年は10月8日（日）に第39回大会を開催。
10,456人が参加。
2024年は10月13日（日）に第40回の記念大会を開催。11,787人が参加。

## コース
2017年大会よりコースが大幅にリニューアルされ、スタート地点も変更になった。
- フルマラソン： デンカビッグスワン前（スタート） → 万代シテイ → 萬代橋 → NEXT21（新潟市中央区役所）（折り返し） → 新潟市歴史博物館（みなとぴあ） → 新潟みなとトンネル → 新潟火力発電所前（折り返し） → 新潟みなとトンネル →  マリンピア日本海 → 浜浦橋 → 青山海岸海水浴場（折り返し） → 関屋分水路遊歩道 → ときめき橋（折り返し） → 平成大橋 → 本川大橋 → 新潟市陸上競技場（ゴール）　プラス標高の最高地点は10mほどだが、河口トンネルである新潟みなとトンネル内でマイナス20mより下がる地点がある。
- 10.6kmファンラン： フルマラソンのコースを、萬代橋より新潟市陸上競技場へ直行する。

## 運営
- 主催 - 新潟市・新潟市陸上競技協会・公益財団法人新潟市スポーツ協会・新潟シティマラソン実行委員会
- 主管 - 新潟市陸上競技協会

## 中継
2017年大会は、新潟放送テレビで9:55 - 11:20に中継した。